# مارناته
مارناته (به ایتالیایی: Marnate) یک کومونه در ایتالیا است که در استان وارزه واقع شده‌است.

## خصوصیات
مارناته ۴٫۸ کیلومترمربع مساحت و ۶٬۲۳۷ نفر جمعیت دارد.